# ريكو قسطنطينو
أميريكو سيباستيانو كوستانتينو (بالإنجليزية: Rico Constantino)‏ (ولد في 1 أكتوبر 1961 م) هو مصارع محترف أمريكي متقاعد ومدير مصارعة. لقد تصارع تحت أسماء الحلبة ريكو كوستانتينو وريكو في وورلد ريسلينغ إنترتاينمينت (دبليو دبليو إي) من 1997 إلى 2004 م.

## مهنة المصارعة المحترفة

### وورلد ريسلينغ فيدرايشن / إنترتاينمينت

#### التمرين (1998-2002)
بدأ كوستانتينو في التدريب مع منظمة إمباير ريسلينغ لمهنة المصارعة. تم اكتشاف كوستانتينو من قبل مسؤولي وورلد ريسلينغ فيدرايشن (دبليو دبليو إف) تيري تايلور والدكتور توم بريتشارد. وبعد 12 مباراة فقط، وقع كوستانتينو صفقة تطوير مع وورلد ريسلينغ فيدرايشن. تم إرسال كوستانتينو إلى أوهايو فالي ريسلينغ لمزيد من التمرين، قبل إرساله للعمل في دبليو دبليو إف.

#### الدور الإداري (2002-2003)

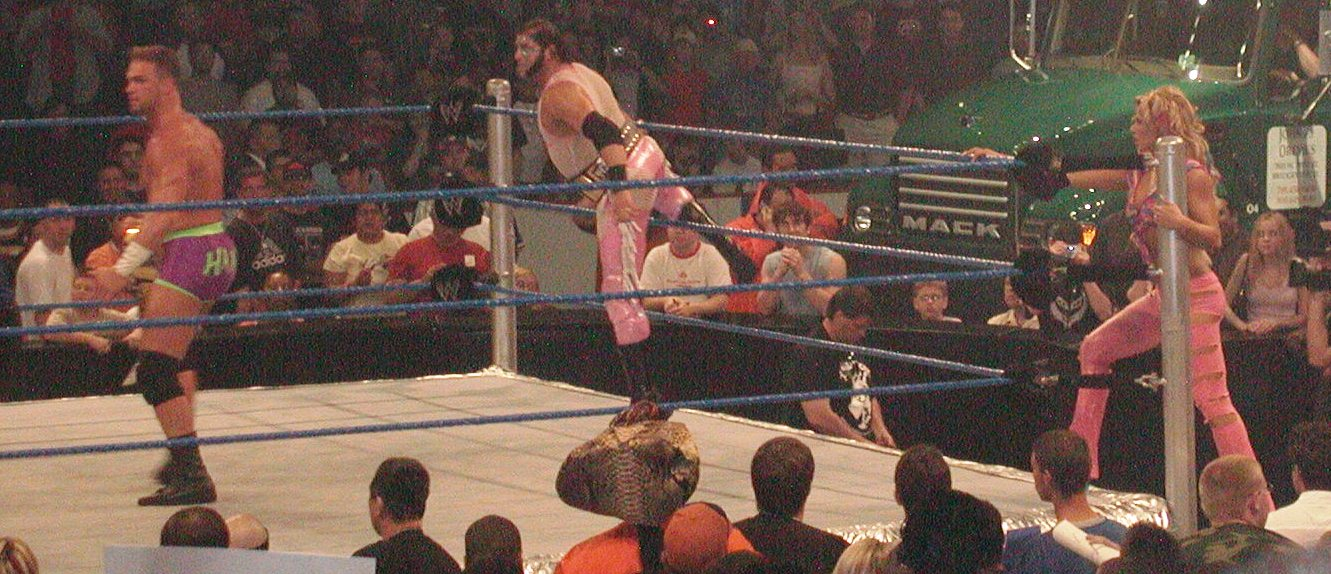
تشارلي هاس (يسار) مع ريكو (وسط) والآنسة جاكي (يمين)

ظهر لأول مرة في دبليو دبليو إف في حلقة 21 مارس 2002 من سماكداون! كمصمم بيلي وتشاك (الفريق المكروه لبيلي غن وتشوك بلومبو)، أثبت نفسه كشرير. شخصية ريكو كانت مصفف شعر مثلي. في حلقة 9 مايو من سماكداون!، صارع ريكو مباراته الأولى في دبليو دبليو إي، حيث تعاون مع بيلي وتشاك لهزيمة آل سنو ومايفن وريكيشي. وفي حدث جادجمينت داي، أُجبر ريكو على التعاون مع ريكيشي لهزيمة عملائه، بيلي وتشوك في مباراة على بطولة الفرق الثنائية العالمية. وفي حلقة 6 يونيو من سماكداون!، انقلب ريكو على ريكيشي من خلال مساعدة بيلي وتشوك في تثبيت ريكيشي مباراة على بطولة الفرق.
في حلقة 12 سبتمبر 2002 من سماكداون!، انتقل ريكو إلى العلامة التجارية راو وأصبح مدير 3-مينيت وورنينغ (المكون من روزي وجمال). انتهى به الأمر بالانقلاب على 3-مينيت وورنينغ بعد أن خسرا مباراة أمام دادلي بويز. ومع ذلك، ظل هو و3-مينيت وورنينغ جميعًا مكروهين عقب ذلك الوقت. بعد انقلابه على 3-مينيت وورنينغ، سجل ريكو انتصارًا مفاجئًا على شرير آخر، ريك فلير.

#### بطل الفريق الثنائي والمغادرة (2003-2004)
سيعود ريكو قريبًا إلى راو في عام 2003 مع ظهور الآنسة جاكي كمديرة له. بعد ذلك، في حلقة 22 مارس 2004 من راو، تم نقله إلى سماكداون! وأصبح محبوبًا لدى المعجبين بسبب رد فعل المعجبين على شخصيته بأسلوب exotico، حيث تعاون مع شريك متردد في البداية، تشارلي هاس، (الذي حمل معه بطولة بطولة الفرق الثنائية دبليو دبليو إي) وكانت مدرسته حينها، الآنسة جاكي. لقد احتفظ بجوهر وسيلة التحايل الذكورية التي شاركها مع غن وبلومبو أثناء نقلها إلى مستويات جديدة، في سياق أدريان ستريت. تم تحرير ريكو من عقده بشكل غير متوقع من قبل دبليو دبليو إي في 7 نوفمبر 2004.

### آول جابان والتقاعد
بعد تحريره من عقده، تصارع ريكو في منظمة مصارعة آول جابان بروريسلينغ، حيث تغلب هو وبول بوكانان على ميتسويا ناغاي وماسايوكي ناروس في الحدث الأول من "Excite Series" بطوكيو في اليابان للفوز ببطولة بطولة عموم آسيا للفرق الثنائية. تقاعد كوستانتينو من المصارعة المحترفة في يوليو 2005، مما جعله وبوكانان يخليان ألقاب فريق بطولة عموم آسيا للفرق الثنائية.

### العودة إلى المصارعة (2012)
خرج ريكو من التقاعد في برنامج فيوتشر ستارز أوف ريسلينغ (إف إس دبليو) التلفزيوني في لاس فيغاس في 17 نوفمبر 2012 حيث تعاون مع بيست لهزيمة فريق جريجوري شارب وكلاتش.

## وسائل الإعلام الأخرى
كان كوستانتينو متسابقًا في أمريكان غلادياتورز. لقد تحدى جيميني، وفاز مرة واحدة وقاتل من أجل التعادل مرتين في مباريات غوست الثلاث. كان كوستانتينو بطل النصف الأول من موسم 1990-1991. وفي البطولة الكبرى، تقدم ريكو بفارق ضئيل، حيث خسر أمام كريج برانهام بسبع نقاط (3 1/2 ثواني) في المزيل.
ظهر كوستانتينو بعد ذلك في برنامج الألعاب الأوروبية Capture Ft. Boyard، بفوزه على خصمه السابق في غلادياتورز كريغ برانهام. في العرض، كان هو المنافس الوحيد الذي استحوذ على المفتاح المطلوب في تحدي القفز بالحبال في الصعود.

## الحياة الشخصية
دخل كوستانتينو أكاديمية نورث وسترن العسكرية والبحرية. تخرج بالقرب من الجزء العلوي من فصله وفي وقت ما اعتبر التسجيل في الأكاديمية العسكرية الأمريكية. بينما التحق ريكو بأكاديمية نورث وسترن العسكرية والبحرية في بحيرة جنيف بويسكونسن. لقد عاد كوستانتينو إلى لاس فيغاس واستقر في مهنته كمسعف طبي. أدى ذلك إلى الالتحاق بأكاديمية الشرطة. كان كوستانتينو أيضًا عضوًا في فريق الأسلحة والتكتيكات الخاصة في مرحلة ما، مما مهد الطريق لمسيرته التالية كحارس شخصي.
أدت إحدى المواجهات بالصدفة إلى تعيين كوستانتينو من قبل ذا باور تيم. استمرت تجربة لمدة أسبوعين تقريبًا لمدة عامين حيث سافر كوستانتينو حول العالم لأداء مآثر القوة. في مرحلة ما أثناء وجوده مع فريق الطاقة ، تم تعيينه كاهنًا للسماح له بتقديم المشورة للأطفال. شمل عمله مع الأطفال الأولمبياد الخاص والجمعيات الخيرية للأطفال.
في أغسطس 2005، أكمل ريكو تدريبه على تطبيق القانون بمدينة بولدر في نيفادا. اعتبارًا من عام 2006، كان ريكو مفتشًا رقيبًا لهيئة تاكسي نيفادا.
ابتداءً من عام 2016، عانى كونستانتينو من مشاكل صحية تتعلق بمشاكل في القلب وسلسلة من الارتجاجات.
قبل أن يظهر لأول مرة بشخصية exótico على سماكداون، تدرب ريكو مع أدريان ستريت. صنع ستريت أيضًا معدات حلبة مخصصة لريكو.

## البطولات والإنجازات
- آول جابان برو ريسلينغ
  - بطولة إيه جاي بي دبليو أول آسيا للفرق الثنائية (مرة واحدة) – مع بول بوهنان[2]
- امباير ريسلينغ فيدرايشن
  - إي دبليو إف للوزن الثقيل (مرة واحدة)[2]
- هارتلاند ريسلينغ أسوسيايشن
  - بطولة إتش دبليو إيه للوزن الثقيل (مرة واحدة)
- ممفيس باور برو ريسلينغ
  - إم بي بي دبليو للوزن الثقيل (مرة واحدة)[2]
- أوهايو فالي ريسلينغ
  - بطولة أو في دبليو للوزن الثقيل (مرة واحدة)[2]
  - بطولة أو في دبليو ساوثرين للفرق الثنائية (مرة واحدة) – مع ذا بروتوتايب.[2]
- وورلد ريسلينغ إنترتاينمينت
  - بطولة دبليو دبليو إي للفرق الثنائية (مرة واحدة) – مع تشارلي هاس[14]
  - بطولة العالم للفرق الثنائية (مرة واحدة) – مع ريكيشي[7]
- ريسلينغ أوبسيرفير نيوزليتر أوارد
  - أسوء شخصية (2003)[بحاجة لمصدر][20]
- جوائز أخرى
  - بطل أميركان غلادياتورز (1990-1991).[2]

## روابط خارجية
- ملف تعريف عالم المصارعة على الإنترنت